# Демянск
Демя́нск — рабочий посёлок (с 1960) в Новгородской области России. Административный центр Демянского муниципального района.
Посёлок входит в Перечень исторических городов России.
Население — 4501 чел. (2021).

## География
Посёлок расположен на юге области, на реке Явонь (бассейн озера Ильмень), в 181 км от Великого Новгорода, в 41 км к югу от железнодорожной станции Лычково (на линии Старая Русса — Бологое-Московское).

### Климат
Средняя температура января в Демянске — −9 °C, а средняя температура июля — +17 °C. Максимальная температура, отмеченная в Демянске, — +36 °C, а минимальная — −50 °C. Безморозный период 120—130 дней.

## История
Первое летописное упоминание о Демянске относят к 1406 году, когда он фигурирует в «Списке русских городов дальних и ближних» как городок Демон (Деман, Демян) (в 2006 году посёлок отмечал своё 600-летие).
Впрочем, Демянск упоминается и в обнаруженных в Старой Руссе и Великом Новгороде берестяных грамотах, относящихся к гораздо более раннему периоду (XII век).
Отдельно в летописях отмечались уникальные источники минеральной воды. Князь Ярополк (1132—1139) специально отправлял конницу за водой в Демянск.
Позднее Демянск числился селом. 7 (19) августа 1824 года село Демянск, ранее входившее в Старорусский уезд Новгородской губернии, было преобразовано в город с включением близлежащих селений Глубово, Селижский Рядок и Селище, который стал административным центром новообразованного Демянского уезда. С 1 августа 1927 года в рамках проводимой в СССР административно-территориальной реформы деление на губернии и уезды было упразднено, а Демянск стал административным центром Демянского района в составе Новгородского округа Ленинградской области (23 июля 1930 года деление на округа в СССР было упразднено). 5 сентября 1927 года по постановлению ВЦИК Демянск утратил статус города и был преобразован в сельское поселение.
Во время Великой Отечественной войны Демянск был оставлен во время контрудара под Старой Руссой и находился в условиях немецко-фашистской оккупации с 9 сентября 1941 по 21 февраля 1943 года. В 1942—1943 годах в районе Демянска проходили ожесточённые сражения (Демянская наступательная операция 1942 года, Демянская наступательная операция 1943 года). В ходе этих боёв 4 апреля 1942 года в окрестностях Демянска был сбит самолёт А. П. Маресьева, и начался восемнадцатисуточный путь тяжело раненного лётчика к своим.
По Указу Президиума Верховного Совета СССР от 5 июля 1944 года село Демянск и весь Демянский район были включены в состав вновь образованной Новгородской области. Решением Новгородского облисполкома от 28 декабря 1960 года № 1201 Демянск был отнесён к категории рабочих посёлков.
Решением Новгородского облисполкома от 21 сентября 1984 года № 416 в состав рабочего посёлка Демянск была включена деревня Мосылино.

## Население
| 1825  | 1833  | 1840  | 1847  | 1856  | 1863  | 1867  | 1870  | 1885  | 1897  | 1910  | 1917  |
| ----- | ----- | ----- | ----- | ----- | ----- | ----- | ----- | ----- | ----- | ----- | ----- |
| 567   | ↗934  | ↘640  | ↗1221 | ↗1652 | ↗1696 | ↘1553 | ↘1474 | ↘1338 | ↗1648 | ↗2013 | ↘1988 |
| 1920  | 1923  | 1926  | 1939  | 1959  | 1970  | 1979  | 1989  | 2002  | 2009  | 2010  | 2012  |
| ↗2224 | ↗2462 | ↗2472 | ↗3370 | ↗3752 | ↗4319 | ↗5158 | ↗5999 | ↘5825 | ↘5328 | ↗5365 | ↘5150 |
| 2013  | 2014  | 2015  | 2016  | 2017  | 2018  | 2019  | 2020  | 2021  |       |       |       |
| ↘5040 | ↘4859 | ↘4748 | ↘4637 | ↘4453 | ↘4348 | ↘4306 | ↘4211 | ↗4501 |       |       |       |

Национальный состав
По итогам переписи населения 2020 года проживали следующие национальности (национальности менее 0,1 % и другое, см. в сноске к строке «Другие»):
| Национальность | Численность, чел. | Доля     |
| -------------- | ----------------- | -------- |
| Русские        | 4204              | 93,40 %  |
| Цыгане         | 79                | 1,76 %   |
| Украинцы       | 22                | 0,49 %   |
| Белорусы       | 11                | 0,24 %   |
| Аварцы         | 7                 | 0,16 %   |
| Другие         | 178               | 3,95 %   |
| Итого          | 4501              | 100,00 % |

## Экономика
Экономика посёлка представлена следующими предприятиями:
- Демянский пищекомбинат, основан в 1911 году; ныне — «Демянский завод минеральных вод»;
- Хлебозавод;
- Предприятия лесной и деревообрабатывающей промышленности.

## Достопримечательности
Княжна гора — городище в виде холма, находится на правом берегу реки Явонь, в 8 км от Демянска.

## СМИ
Местная радиостанция посёлка — Демянск FM,(создатель Евгений Кузнецов) запущена в тестовом режиме в ноябре 2022 года, официально — 1 мая 2023 года.

## Уроженцы
- Бахаров, Борис Сергеевич (1902—1944) — советский военачальник в годы Великой Отечественной войны, генерал-майор.
- Белавин, Иван Иванович (1852—1930) — старший врач Богословского горного округа, Герой труда (1928 год).
- Бочкарёв, Валерий Викторович (1918—1989) — физик, специалист в области радиофармацевтики, радиометрии и дозиметрии, профессор, доктор технических наук, лауреат Ленинской и Государственной премий СССР[45].
- Лемке, Михаил Константинович (1872—1923) — историк русской журналистики, цензуры и революционного движения.
- Преображенский, Павел Иванович (1874—1944) — геолог, первооткрыватель Верхнекамского месторождения калийно-магниевых солей, министр народного просвещения в правительстве А. В. Колчака в 1919—1920 гг.
- Рождественский, Игорь Евгеньевич (1923—1993) — геолог, Герой Социалистического труда.

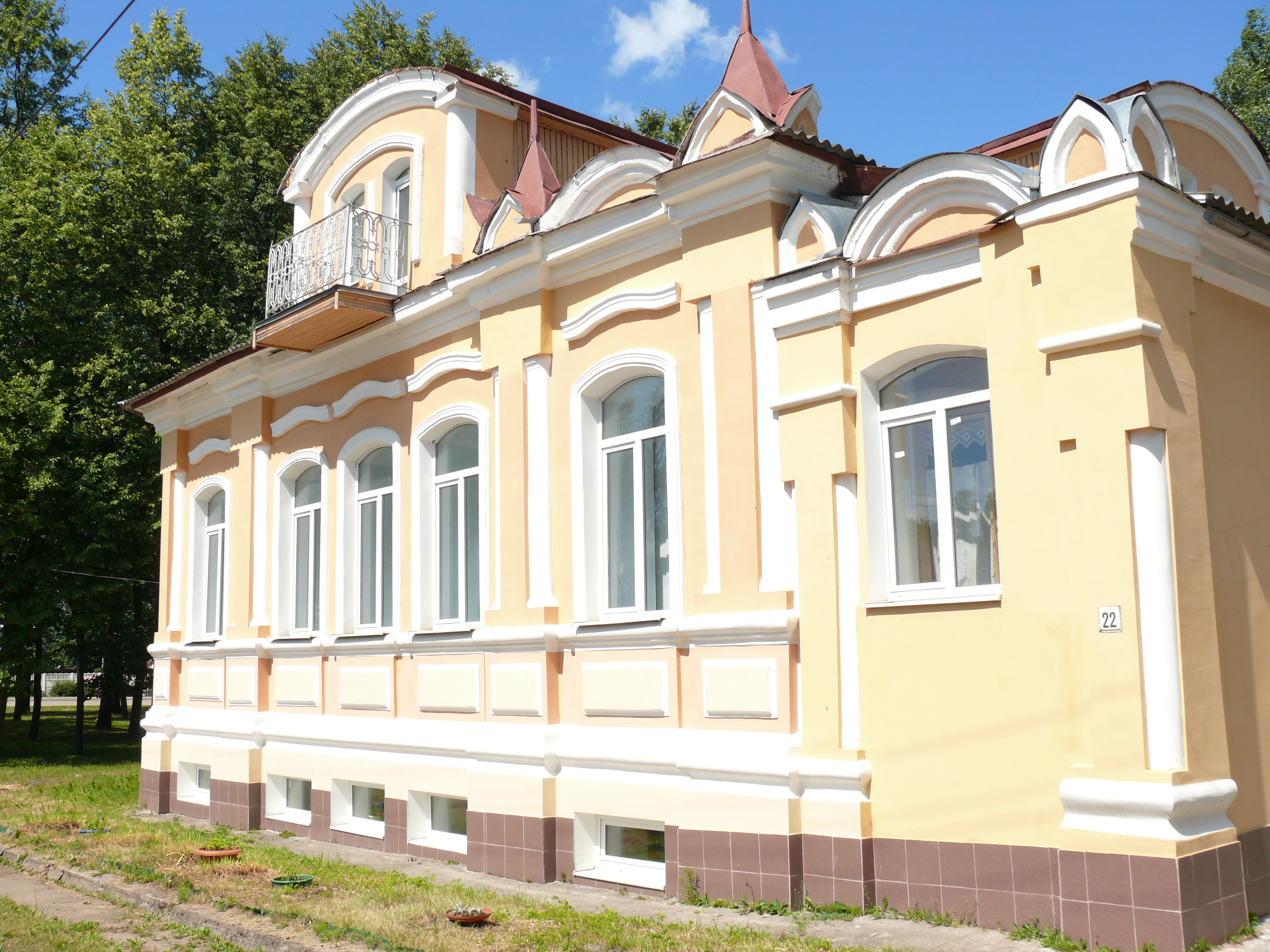
Краеведческий музей
Часовня конца XIX века
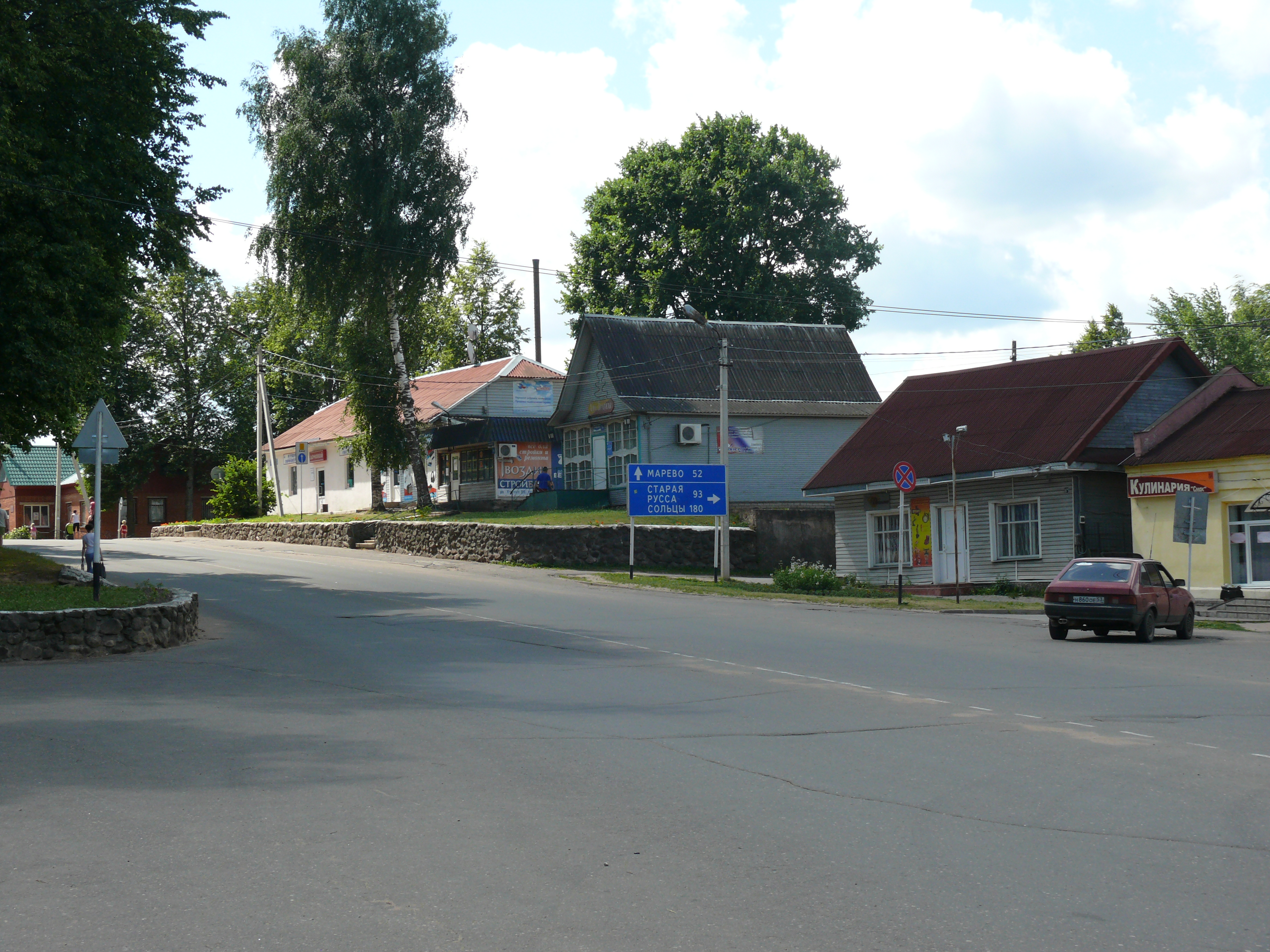
Центр посёлка Демянск
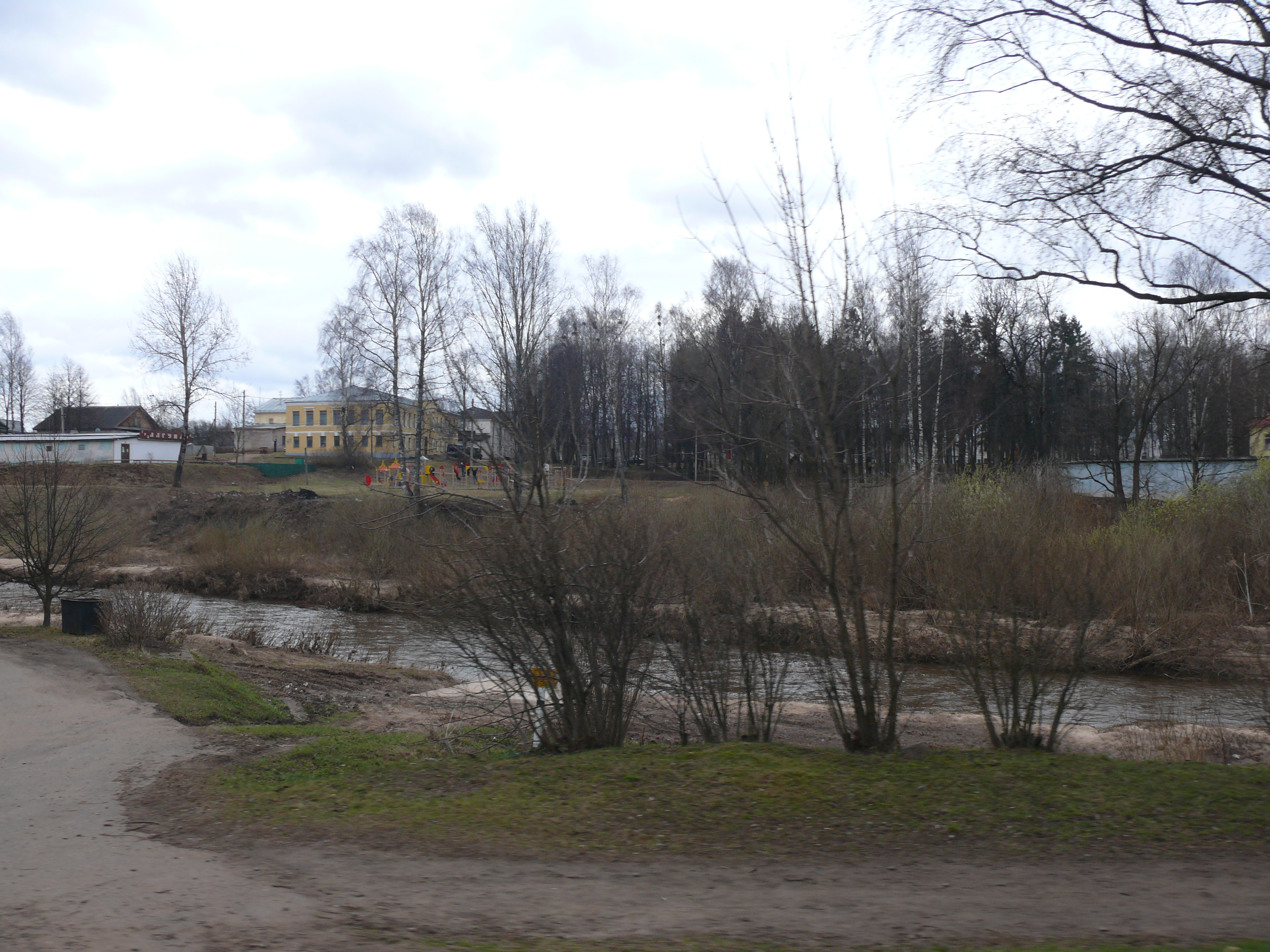
Река Явонь